# ورزشکاه بزیگارد
ورزشکاه بزیگارد (به لاتین: Bežigrad Stadium) یک ورزشگاه در اسلوونی است که در Ljubljana City Municipality واقع شده‌است.